# Вулька-Дужа
Вулька-Дужа (пол. Wólka Duża) — село в Польщі, у гміні Високе-Мазовецьке Високомазовецького повіту Підляського воєводства.
Населення — 85 осіб (2011).
У 1975-1998 роках село належало до Ломжинського воєводства.

## Демографія
Демографічна структура станом на 31 березня 2011 року:
|          | Загалом | Допрацездатний вік | Працездатний вік | Постпрацездатний вік |
| -------- | ------- | ------------------ | ---------------- | -------------------- |
| Чоловіки | 42      | 13                 | 28               | 1                    |
| Жінки    | 43      | 10                 | 24               | 9                    |
| Разом    | 85      | 23                 | 52               | 10                   |